# Eliza Bridell Fox

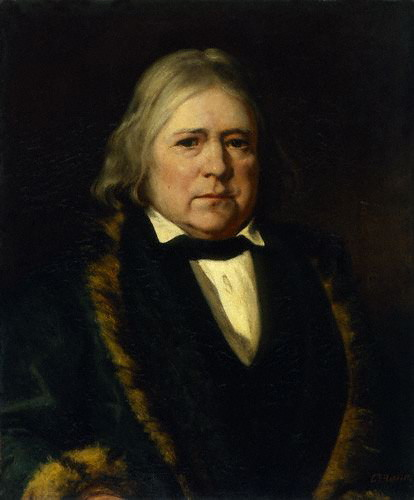
William Johnson Fox, Porträt, Öl auf Leinwand, 1862

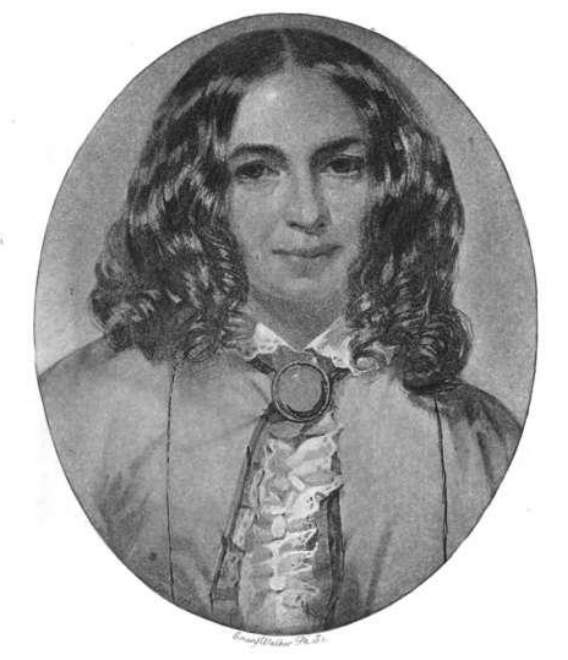
Elizabeth Barrett Browning, Porträt, Kreidezeichnung, Rom 1859

Eliza Bridell Fox, geborene Eliza Florance Fox (* Dezember 1823 oder Januar 1824 in London Borough of Hackney, London; † 9. Dezember 1903 in Kensington, London), war eine britische Malerin.

## Leben
Eliza Fox, genannt Tottie, wurde als einzige Tochter und mittleres von drei Kindern des Predigers und Politikers William Johnson Fox (1786–1864), unitarischer Pfarrer der South Place Chapel, und Eliza Florance (1793–1869) geboren. William Fox war ein Freund des Journalisten Benjamin Flower. Nach dessen Tod 1829 wurden dessen beiden Töchter Eliza Flower und Sarah Fuller Flower Adams zu Mündeln von William Johnson Fox. Die Eltern Fox trennten sich in den 1830er Jahren, und der Vater nahm die Kinder offenbar mit zu Eliza Flower, was zu einem großen Skandal führte. Die sich ergebende unkonventionelle Familie lebte zunächst in Stamford Hill und später in Bayswater.
Eliza Fox wollte zunächst auf die Bühne gehen, begann aber im Alter von zwanzig Jahren mit Kunst. Während ihr Vater an den Wert einer Ausbildung für Frauen glaubte, hielt er die Kunst des Zeichnens für unnötig, so dass Eliza zunächst allein lernte. Eliza kopiert zunächst, erst aus Bernhard Siegfried Albinus’ Anatomieillustrationen studierte, die ihr Vater für sie kaufte, und später, indem sie Gemälde in der National Gallery und im British Museum kopierte. Nachdem sie schließlich ihren Vater überzeugt hatte, lernte sie drei Jahre lang an der Sass's Academy unter der Leitung von Francis Stephen Cary. Hier lernte sie an der Seite von Anna Mary Howitt, die als Malerin und Schriftstellerin Karriere machte. 1847 machte Eliza ihren Abschluss und das Pastellporträt ihres Vaters wurde 1847 in der Royal Academy ausgestellt. Im Jahr darauf zeigte sie ein historisches Porträt von Thomas Gainsborough, wie er als Junge nach der Natur skizzierte. Daraufhin begann sie, zu Hause in der Bibliothek ihres Vaters Zeichenabende zu veranstalten, bei denen sie und andere Künstlerinnen nach „undraped“ (d. h. nackten) Modellen zeichnen konnten. Nach einigen Jahren begann sie mit dem Unterricht mit dem Ziel, andere Frauen so weit auszubilden, dass sie sich für die Aufnahme in die Schulen der Royal Academy qualifizierten.
1849 lernte sie Elizabeth Gaskell kennen, die kurz zuvor durch ihren ersten Roman Mary Barton große Aufmerksamkeit erlangt hatte, und die beiden wurden in der Folgezeit enge Freundinnen.
Zusammen mit ihrem Cousin, dem Künstler und Architekten George Edward Fox (1834–1908), und einem weiteren Freund unternahm Fox 1858 eine Malereireise durch Deutschland und Italien. Sie blieb in Rom, wo sie im darauf folgenden Jahr Frederick Lee Bridell heiratete. Sie blieben in Italien und sie begann historische Motive zu malen, darunter das Gemälde St Perpetua and St Felicitas, das 1861 in der Society of Female Artists ausgestellt wurde und die heilige Felicitas als Afrikanerin darstellte. Sie malte an der Seite ihres Mannes und begleitete ihn auf Reisen, bis er 1862 nach ihrer Rückkehr nach London starb. 1864 starb ihr Vater und 1865 ihre Freundin Elizabeth Gaskell. Barbara Leigh Smith Bodichon lud die verzweifelte Eliza Bridell in ihr Haus in Algier ein, wo sie die farbenfrohen Bilder des arabischen Lebens und Landschaften malte, die zu ihren bekanntesten Werken werden sollten. Etwa vier Jahre später kehrte sie nach London zurück und heiratete am 8. August 1871 ihren Cousin George Edward Fox. Sie malte weiter, stellte aus (unter dem Namen Eliza Bridell-Fox) und nahm an feministischen Versammlungen teil. Sie sammelte den Nachlass ihres Vaters und vermachte ihn Richard Garnett, der eine Biographie von Fox schrieb.
Nach kurzer Krankheit starb Bridell Fox Ende 1903 und wurde auf dem Brompton-Friedhof beigesetzt.